# JROC
Le Joint Requirements Oversight Council (JROC) ou Conseil de surveillance des besoins interarmes est une structure du département de la Défense des États-Unis chargé de contrôler les programmes d’achat militaires interarmes et d’en vérifier la légalité. Dirigé par le vice-chef d'État-Major des armées des États-Unis, assisté des vice-chefs d’état-major de chaque arme, il a donc pour tâche de contrôler et valider tous les documents relatifs aux programmes conjoints d’intégration et de développement  entrant dans les catégories suivantes :
- ACAT I : programmes de matériel non informatique dont les couts de recherche et développement dépassent 355 millions de dollars, programmes d’achat dont le cout total dépasse 1,135 milliard de dollars (en USD constant par rapport à l’année fiscale 1996).
- ACAT IA : programmes de matériel informatique dont les couts dépassent 32 millions de dollars par an, dont le cout d’achat total dépasse 126 millions de dollars ou dont le cout total d’exploitation dépassera les 368 millions de dollars (en USD constant par rapport à l’année fiscale 2000).

Pour les programmes classés ACAT ID (Soumis à l’approbation du département de la Défense des États-Unis) ou ACAT IAM (dépassements de budget les faisant entrer dans la catégorie IA), son rôle se limite à des recommandations.
Le JROC peut également intervenir dans la validation des performances requises pour tout programme conjoint ou demander la création de Commissions Interarmes sur des sujets spécifiques.